# Уједињена опозиција
Уједињена опозиција, или званично Земаљска опозициона листа Блока народног споразума, била је политичка листа која се на изборима за народне посланике Краљевине Југославије 1935. године супроставила владајућој Југословенској националној странци. Листу су чиниле сљедеће политичке странке: Сељачко-демократска коалиција, Југословенска муслиманска организација, Давидовићево крило Демократске странке и један дио Земљорадничке странке. Носилац листе био је Влатко Мачек. Уједињена опозиција је заступала федералистичко државно уређење Краљевине Југославије.

## Позадина
До смене Узуновићеве владе није дошло само због Марсејског атентата, већ и због све лошије унутрашње ситуације услед неуспеха у решавању хрватског питања. Узуновића је на челу владе наследио Богољуб Јевтић (20. децембар 1934 – 24. јун 1935) који се приказивао као настављач краљеве политике. У спољнополитичком погледу нова влада доживела је изненађење када почетком 1935. године долази до зближавања Француске и Италије (7. јануара склопљен је француско-италијански „пакт о консултацији“). Државни удар генерала Златева у Бугарској прекинуо је бугарско-југословенско зближавање.
У унутрашњем погледу, Јевтићева влада је са једнаком безобзирношћу наставила да прогони комунисте. Такође, исту безобзирност показала је и у свом односу са напредним студентима. Он је најпре покушао да привуче студенте. То су покушавали пре њега и краљ Александар током видовданског режима и генерал Петар Живковић. Јевтић прогони хрватске федералисте који су организовали неколико демонстративних испада.
Влада Богољуба Јевтића све више поприма облик ауторитарног режима што је кулминирало на парламентарним изборима 5. маја 1935. године. Народна радикална странка апстинирала је, као и Словенска људска странка. У заједничкој изјави Љубомира Давидовића и Влатка Мачека (који је ословођен издржавања казне приликом последње промене владе), влада је означена наставком дотадашњег диктаторског режима. Решење кризе видели су у споразуму Срба, Хрвата и Словенаца.

## Настанак Уједињене опозиције и Петомајски избори
Од смене генерала Петра Жиковића, априла 1932. године, на челу влада налазили су се прваци Југословенске националне странке: Војислав Маринковић, Милан Сршкић, Никола Узуновић. Ниједна од ових влада није пронашла решење за кризу која је продубљена Марсејским атентатом. Нови мандатар постао је Богољуб Јевтић, човек од поверења кнеза Павла. Он се у почетку истицао као фактор помиењња, али се показало да мора одржати изборе како би ојачао своје позиције. Искуства са избора 1931. године показала су да је потребно да опозиција иступи заједнички. Постигнут је договор о формирању изборне коалиције познате под називом Удружена опозиција, на челу са Влатком Мачеком. Поред ње, истакнуте су још четири кандидатске листе: 1) Југословенска национална странка на челу са Јевтићем, 2) старорадикали на челу са бившим министром унутрашњих послова Божидаром Максимовићем, 3) листа Југословенског народног покрета Збор на челу са Димитријем Љотићем, 4) листа Југословенске народне странке Светислава Хођере коју Касациони суд није одобрио. На изборима је победила листа Богољуба Јевтића са 60% гласова. Двор је, међутим, увиђао да се не може наставити по старом и да се мора мењати бар носилац политичког курса, ако не и сам политички курс. Јевтић се компромитовао насиљем које је влада спроводила током избора, па је замењен Миланом Стојадиновићем, дотадашњим министром финансија. Јевтић је дао оставку.